# グレイヴ・エンカウンターズ
『グレイヴ・エンカウンターズ』（Grave Encounters）は、2011年に製作されたカナダの映画作品。

## 概要
廃墟と化した精神科病院の超常現象をやらせ番組スタッフが取材し、本物の恐怖に遭遇する様子をファウンド・フッテージとして描いたモキュメンタリー映画。日本では2012年6月1日より公開。
恐ろしすぎる映像が話題を呼んだ作品にちなんで、人間の顔やペット、人形などを「恐怖顔」に変換するアプリが公開された。公式サイトからダウンロードできる。

## ストーリー
超常現象や怪現象を専門とするテレビ番組を製作するチーム「グレイヴ・エンカウンターズ」。
今回は番組の第６話、彼らが撮影に訪れたのは廃墟と化したコリントウッド精神科病院跡。この場所で一夜を過ごす事となり撮影を始める。番組を盛り上げるために入口に鍵を掛ける。撮影の最中、次々と怪現象に見舞われ恐怖に怯えた彼らは脱出を試みる、しかし、鍵を壊して入ってきた玄関を開けるとそこには外であるはずなのに廊下が続いている。朝になれば迎えが来る予定となっていたが、誰も訪れないだけでなく日が昇らない。出口を探す中、彼らが目にするものは...。

## キャスト
| 役名                 | 俳優                   | 日本語吹替 |
| -------------------- | ---------------------- | ---------- |
| ランス・プレストン   | ショーン・ロジャーソン | 土田大     |
| サシャ・パーカー     | アシュリー・グリスコ   | 棟方真梨子 |
| マット・ホワイト     | フアン・リーディンガー | 赤城進     |
| ヒューストン・グレイ | マッケンジー・グレイ   | 佐々木睦   |
| T.C                  | メルウィン・モンデサー | 黒澤剛史   |

## 続編
グレイヴ・エンカウンターズ2